# عزیر اومدو
عزیر اومدو (انگلیسی: Özer Umdu؛ زادهٔ ۱ ژانویهٔ ۱۹۵۲) بازیکن فوتبال اهل ترکیه است.
از باشگاه‌هایی که در آن بازی کرده‌است می‌توان به باشگاه فوتبال آدانااسپور و باشگاه فوتبال بشیکتاش اشاره کرد.